# Wennersgaard
Wennersgaard är en udde i Antarktis. Den ligger i Västantarktis. Argentina, Chile och Storbritannien gör anspråk på området.
Terrängen inåt land är kuperad. Havet är nära Wennersgaard åt nordväst. Trakten är obefolkad. Det finns inga samhällen i närheten. 